# Sneguíreva
Sneguíreva (en rus: Снегирева) és un poble de l'óblast de Tiumén, a Rússia, que en el cens del 2010 tenia 114 habitants.